# Srinivaspur
Srinivaspur is een panchayatdorp in het district Kolar van de Indiase staat Karnataka. 

## Demografie
Volgens de Indiase volkstelling van 2001 wonen er 22.926 mensen in Srinivaspur, waarvan 51% mannelijk en 49% vrouwelijk is. De plaats heeft een alfabetiseringsgraad van 64%. 